# جون كيوزاك (سياسي)
جون كيوزاك هو سياسي أسترالي، ولد في 8 أغسطس 1868 في Yass, New South Wales ‏ في أستراليا، وتوفي في 8 سبتمبر 1956 في كانبرا في أستراليا. نشط حزبياً في حزب العمال الأسترالي. وقد انتخب عضو الجمعية التشريعية لنيو ساوث ويلز ‏ وانتخب عضو مجلس النواب الأسترالي ‏ عن دائرة Division of Eden-Monaro ‏ (12 ديسمبر 1929 – 19 ديسمبر 1931).